# Maison-musée d'Uzeyir Hadjibeyov (Choucha)
La maison-musée d'Üzeyir Hacıbəyov est une maison-musée d'Üzeyir Hacıbəyov, un célèbre compositeur, chef d'orchestre, scientifique, producteur, professeur et traducteur azerbaïdjanais, à Choucha.

## Histoire
Après la mort d'Uzeyir Hadjibeyov le 23 novembre 1948, le Conseil des ministres de l'URSS azerbaïdjanais adopte une décision le 16 février 1949 pour perpétuer son nom. Le paragraphe 4 de la décision stipule:
“Le Département des Arts du Ministère de la Culture de l'URSS d'Azerbaïdjan devrait être chargé de créer une maison-musée d'Uzeyir Hadjibeyov au 67, rue Ketskhoveli, à Bakou et dans la ville de Choucha”.
La maison-musée d'Uzeyir Hadjibeyov est créé en 1959 à Choucha avec le soutien de l'Académie nationale des sciences d'Azerbaïdjan, du Musée national d'histoire d'Azerbaïdjan, du ministère de la Culture d'Azerbaïdjan et du Fonds pour la musique. 
En 1985, l'UNESCO célèbre le centenaire d'Uzeyir Hadjibeyov au niveau international à Choucha. Après l'occupation de Choucha par les arméniens, le musée poursuit ses activités dans la Maison-musée d'Uzeyir Hadjibeyov à Bakou. Des objets exposés du musée, les effets personnels de U.Hadjibeyov sont transportés à Bakou.
Les directeurs du musée étaient Mirkamal Agamirov, Goumrou Hadjiyeva.

## Exposition
Le musée se compose de quatre salles. Des articles ménagers appartenant à la famille Hacıbəyov, les effets personnels d'Üzeyir Hacıbəyov, des images, des livres sont exposés au musée. L'exposition du musée reflète la vie, la créativité et l'activité publique du compositeur. Avant l'occupation, le musée abritait environ 1700 pièces.

## Voir aussi

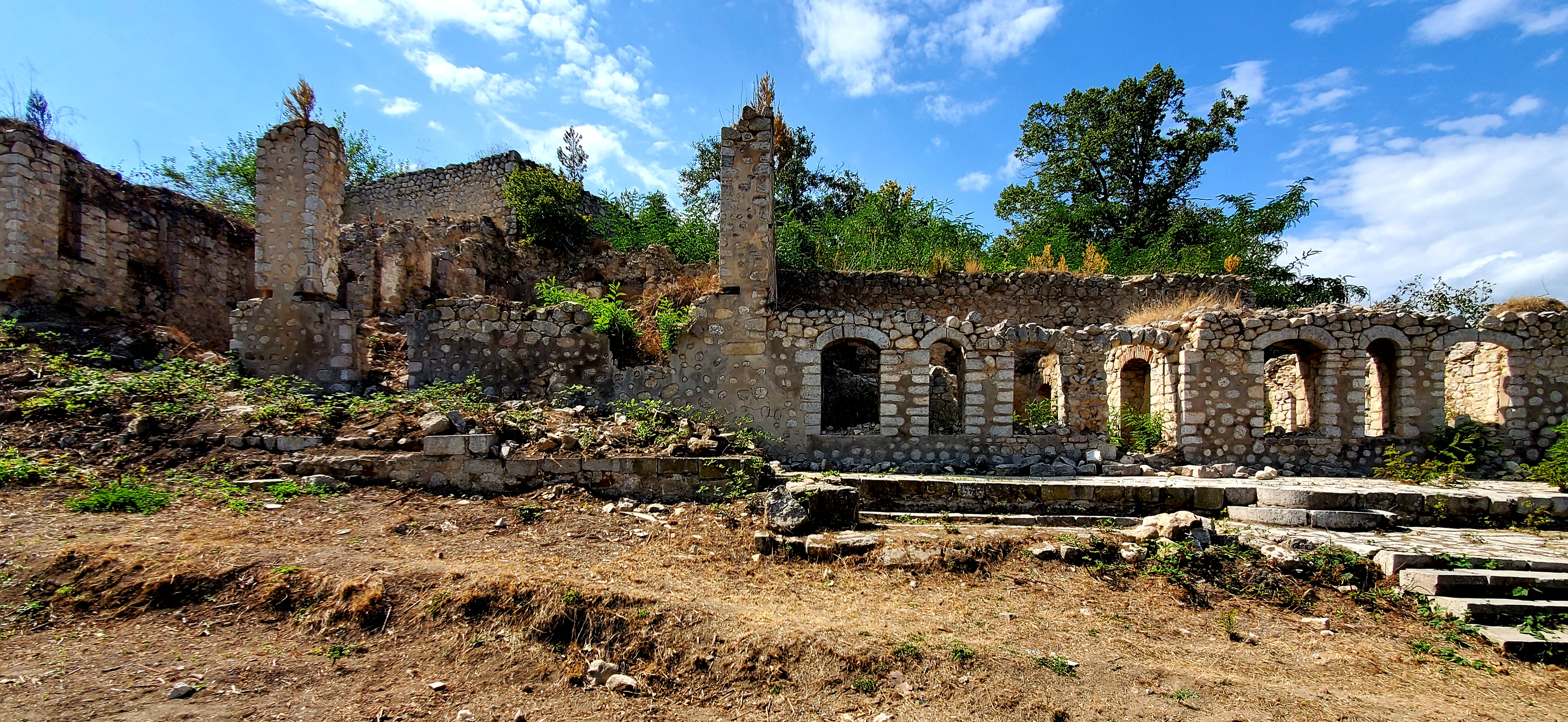
La maison-musée d'Üzeyir Hacıbəyov. Septembre 2021.